# Frankfort Springs
Frankfort Springs és una població dels Estats Units a l'estat de Pennsilvània. Segons el cens del 2000 tenia 130 habitants.

## Demografia
Segons el cens del 2000, Frankfort Springs tenia 130 habitants, 48 habitatges, i 33 famílies. La densitat de població era de 200,8 habitants per quilòmetre quadrat.
Dels 48 habitatges en un 22,9% hi vivien nens de menys de 18 anys, en un 52,1% hi vivien parelles casades, en un 10,4% dones solteres, i en un 29,2% no eren unitats familiars. En el 29,2% dels habitatges hi vivien persones soles el 8,3% de les quals corresponia a persones de 65 anys o més que vivien soles. El nombre mitjà de persones vivint en cada habitatge era de 2,71 i el nombre mitjà de persones que vivien en cada família era de 3,32.
Per edats la població es repartia de la següent manera: un 20% tenia menys de 18 anys, un 13,1% entre 18 i 24, un 26,2% entre 25 i 44, un 26,2% de 45 a 60 i un 14,6% 65 anys o més.
L'edat mediana era de 40 anys. Per cada 100 dones de 18 o més anys hi havia 92,6 homes.
La renda mediana per habitatge era de 31.458 $ i la renda mediana per família de 32.292 $. Els homes tenien una renda mediana de 26.667 $ mentre que les dones 26.042 $. La renda per capita de la població era de 12.776 $. Entorn del 12,8% de les famílies i el 21,5% de la població estaven per davall del llindar de pobresa.

## Poblacions més properes
El següent diagrama mostra les poblacions més properes.